# Ichneumon basilaris
Ichneumon basilaris là một loài tò vò trong họ Ichneumonidae.